# Protophasmatidae
Protophasmatidae – wymarła rodzina owadów z rzędu świerszczokaraczanów. W zapisie kopalnym znane są od pensylwanu w karbonie po późny perm. Ich skamieniałości znajdywane są na terenie Europy i Ameryki Południowej.

## Opis
Z wyjątkiem Ischnoptera były to owady o hipognatycnzej głowie. Oczy miały dość niewielkich rozmiarów. Przedplecze cechowały wąskie, niewystające ku przodowi paranota. Odnóża charakteryzowały golenie o nieuzbrojonych wierzchołkach oraz czteroczłonowe stopy o stosunkowo małych aroliach. W użyłkowaniu przednich skrzydeł sektor radialny brał początek w nasadowej ⅓ skrzydła, a na wysokości tego miejsca pole kostalne było szersze niż subkostalne. Nie występował płat prekostalny, natomiast obecna była międzykrywka (clavus). Żyłka subkostalna kończyła się łącząc z żyłką radialną lub przednim odgałęzieniem tejże. Pole między żyłkami radialnymi było zwężone albo tylko u nasady albo na całej długości. Pierwsze rozgałęzienia żyłki medialnej zaczynały się za wysokością nasady sektora radialnego, w nasadowej lub środkowej części skrzydła. W nasadowej ⅓ skrzydła przednia żyłka kubitalna zaczynała się nieregularnie rozgałęziać, ale nie miała odgałęzień tylnych.

## Taksonomia
Takson ten wprowadził w 1885 Charles Jules Edmée Brongniart pod nazwą Protophasmida. W 1893 wprowadził on nazwę Protophasmidae, która została w 1992 skorygowana na Protophasmatidae przez Carpentera. W 1962 Aleksandr Szarow sklasyfikował tę rodzinę w Protoblattodea. W 2002 Aleksandr Rasnicyn umieścił ją w rzędzie Eoblattida. Rewizji tego rzędu dokonał w 2015 Danił Aristow, włączając weń Grylloblattidae i uznając zgodnie z zasadą prorytetu jako jego naukową nazwę Eoblattida, a Grylloblattodea za synonim. Autor ten zsynonimizował także z Protophasmatidae rodzinę Taiophlebiidae.
Po rewizji Aristowa z 2015 należą tu następujące rodzaje:
- †Cacurgulopsis Pinto et Adami-Rodrigues, 1995
- †Ischnoptera Béthoux et Nel, 2005
- †Nectoptilus Béthoux, 2005
- †Nosipteron Béthoux et Poschmann, 2009
- †Permeoblatta Rasnitsyn et Aristov, 2010
- †Pintopinna Aristov, 2015
- †Protophasma Brongniart, 1879
- †Taiophlebia Martins-Neto, 2007